# Кравец, Дарья Дмитриевна
Дарья Дмитриевна Кравец (21 марта 1994, Лиман, Донецкая область) — украинская футболистка, защитница итальянского клуба «Комо» и сборной Украины.

## Клубная карьера
В детстве занималась велоспортом. В футболе начинала взрослую карьеру в черниговских клубах «Спартак» и «Легенда». В составе «Легенды» дебютировала в высшей лиге Украины в 2011 году. В своём первом сезоне сыграла 7 матчей и забила 6 голов, причём все шесть — 4 сентября 2011 года в игре против «Атекс СДЮШОР-16» (18:1). Затем в течение полутора лет выступала за «Нефтехимик» (Калуш), а в последних турах сезона-2013 сыграла два матча за «Жилстрой-2» (Харьков).
В 2014 году перешла в российский клуб «Мордовочка» (Саранск). Дебютный матч в высшей лиге России сыграла 13 апреля 2014 года против клуба «Рязань-ВДВ», отыграв все 90 минут. В следующем сезоне перешла в другой российский клуб — «Зоркий» (Красногорск), с которым стала бронзовым призёром чемпионата России, несмотря на то, что команда отказалась от участия за несколько туров до финиша. Всего за два сезона в российских клубах спортсменка провела 17 матчей в высшей лиге.
В 2016 году перешла в казахстанский «БИИК-Казыгурт», где провела три сезона и стала трёхкратной чемпионкой Казахстана, также побеждала в национальном Кубке. В своём первом сезоне сыграла 12 матчей и забила один гол в высшей лиге. В женской Лиге чемпионов за три сезона сыграла 18 матчей.
В начале 2019 года перешла в израильский клуб «Маккаби» (Кирьят-Гат).
В июле 2019 года подписала контракт с французским клубом «Реймс».
12 августа 2021 года на правах свободного агента перешла в итальянский клуб «Фиорентину», подписав соглашение до конца 2022 года. 29 августа Кравец дебютировала за «Фиорентину», выйдя в стартовом составе в матче Серии А против «Сассуоло».

## Карьера в сборной
Выступала за юношескую и молодёжную сборные Украины, была её капитаном. В составе молодёжной (до 19 лет) команды стала автором хет-трика в ворота сверстниц из Фарерских островов в отборочном матче чемпионата Европы (10:0).
В национальной сборной Украины выступает с 2014 года. В отборочных турнирах чемпионатов Европы и мира сыграла 25 матчей и забила 5 голов (по состоянию на декабрь 2020 года), а всего за сборную — 50 матчей и 6 голов.